# 世界哲学の日
世界哲学の日(せかいてつがくのひ、英語: :World Philosophy Day)は、ユネスコが毎年11月の第3木曜日に制定した国際デーである。これは、2002年11月21日に初めて制定された。
ユネスコは毎年11月の第3木曜日に世界哲学の日を制定することで、人類の思考の発展、あらゆる文化、そしてあらゆる個人にとって哲学が持つ永続的な価値を強調している。ユネスコは常に哲学と密接に結びついてきた。ユネスコは常に哲学と密接に結びついてきました。それは思弁的あるいは規範的な哲学ではなく、国際的な文脈において 人生と行動に意味を与える批判的な問いかけである。
2002年に世界哲学の日を制定したユネスコ総会は、この学問、特に若者にとっての哲学の重要性を強調し、「哲学は批判的かつ独立した思考を促し、世界をより深く理解し、寛容と平和を促進する学問である」と強調してきた。
ユネスコ総会は、「ユネスコにおいて『世界哲学の日』として哲学の日を制度化することは、哲学、特に世界における哲学教育への認知を高め、大きな推進力となるだろう」と確信している。